# Acidcore
Acidcore je podvrsta hardcore techna. Osim uobičajenih teških beatova za ovu vrstu glazbe, u stilu uobičajenim pjesmama odlikuje se prije svega prepoznatljiv zvuk acid-sintesajzera Roland TB-303.
Acidcore nikada nije bio veliki trend među producentima iz gabber scene, dakle, pojam unutar scene nije raširen.

## Primjeri nekih izdavačkih kuća
- Acid Anonymous
- Drop Bass Network
- Neurotrope Records
- Obs.Cur